# Alino Island
Alino Island (englisch; bulgarisch остров Алино ostrow Alino) ist eine in südwest-nordöstlicher Ausrichtung 1,2 km lange und 580 m breite Insel im Archipel der Biscoe-Inseln westlich der Antarktischen Halbinsel. Sie liegt 1 km südsüdöstlich des Tula Point am nördlichen Ende der Renaud-Insel.
Britische Wissenschaftler kartierten sie 1971. Die bulgarische Kommission für Antarktische Geographische Namen benannte sie 2013 nach der Ortschaft Alino im Westen Bulgariens.